# Progresso (Belize)
Progresso é uma cidade do distrito de Corozal, Belize. No último censo realizado em 2000, sua população era de 1.165 habitantes. Em meados de 2005, a população estimada da cidade era de 1.300 habitantes.